# Großer Preis der Niederlande 1970
Der Große Preis der Niederlande 1970 (offiziell XVIII Grote Prijs van Nederland) fand am 21. Juni auf dem Circuit Park Zandvoort in Zandvoort statt und war das fünfte Rennen der Automobil-Weltmeisterschaft 1970.

## Berichte

### Hintergrund
Bei McLaren ersetzte Peter Gethin den verletzten Denis Hulme.
Im March-Kundenteam von Ken Tyrrell startete erstmals François Cevert als Teamkollege von Jackie Stewart.
Bei Lotus wurde angenommen, dass der neue Typ 72 nach anfänglichen Problemen beim ersten Einsatz in Spanien nun ausgereift genug sei, um im Rennen konkurrenzfähig zu sein. Beide Werksfahrer traten daraufhin mit dem neuen Fahrzeug an.
Clay Regazzoni startete an diesem Wochenende bei Ferrari seine Formel-1-Karriere.
Erstmals anwesend war auch das Bellasi-Team des Schweizer Teamgründers und Fahrers Silvio Moser.

### Training
Während der Trainingssitzungen geschahen zwei größere Unfälle durch Jack Brabham beziehungsweise Pedro Rodríguez, die sich jeweils mit ihren Fahrzeugen überschlugen. Beide blieben allerdings unverletzt.
Jochen Rindt sicherte sich die Pole-Position vor Stewart und Jacky Ickx. Chris Amon und Jackie Oliver bildeten die zweite Reihe in der damals noch nach dem Schema 3-2-3-2 gebildeten Startaufstellung.

### Rennen

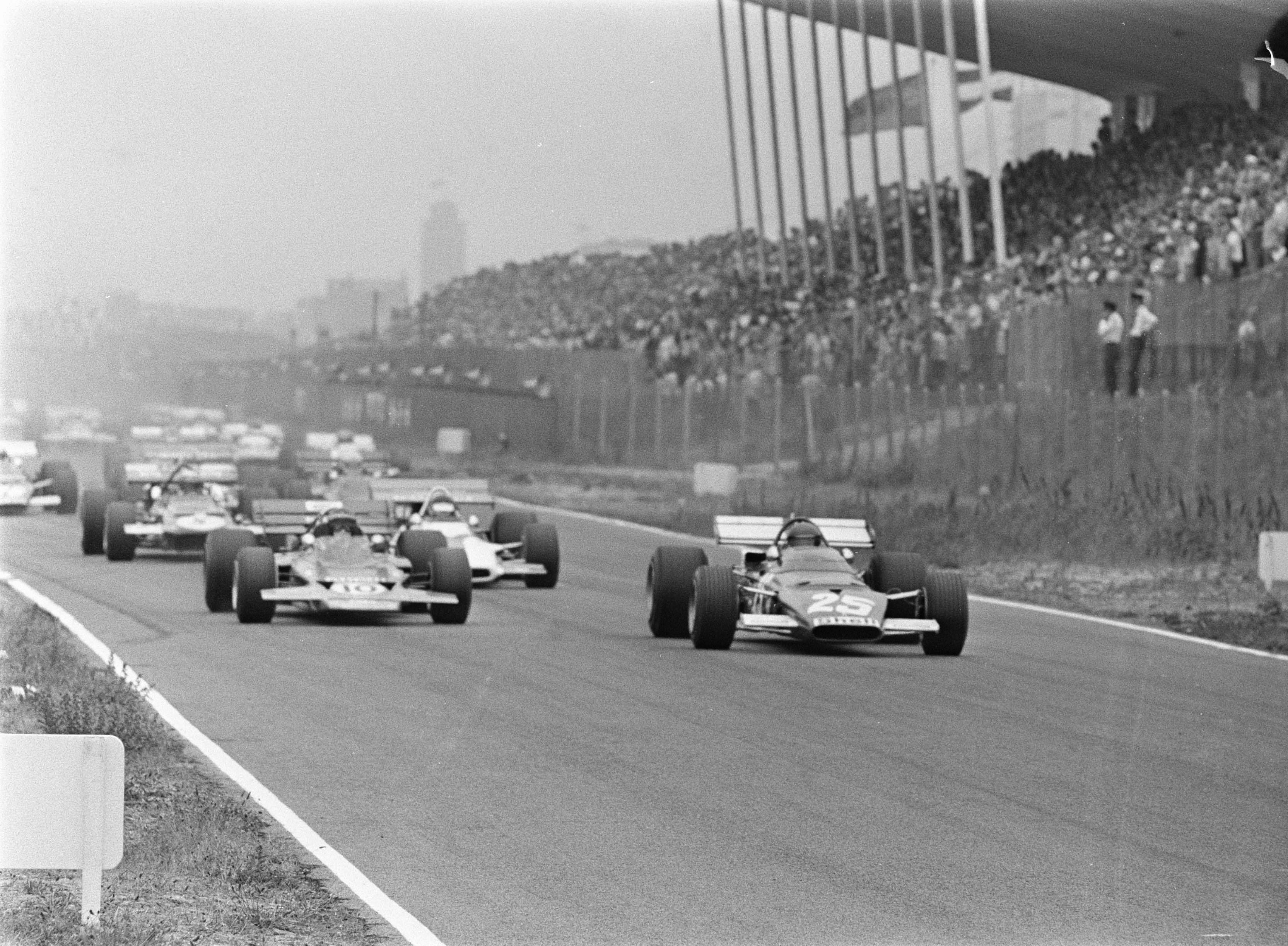
Rennstart

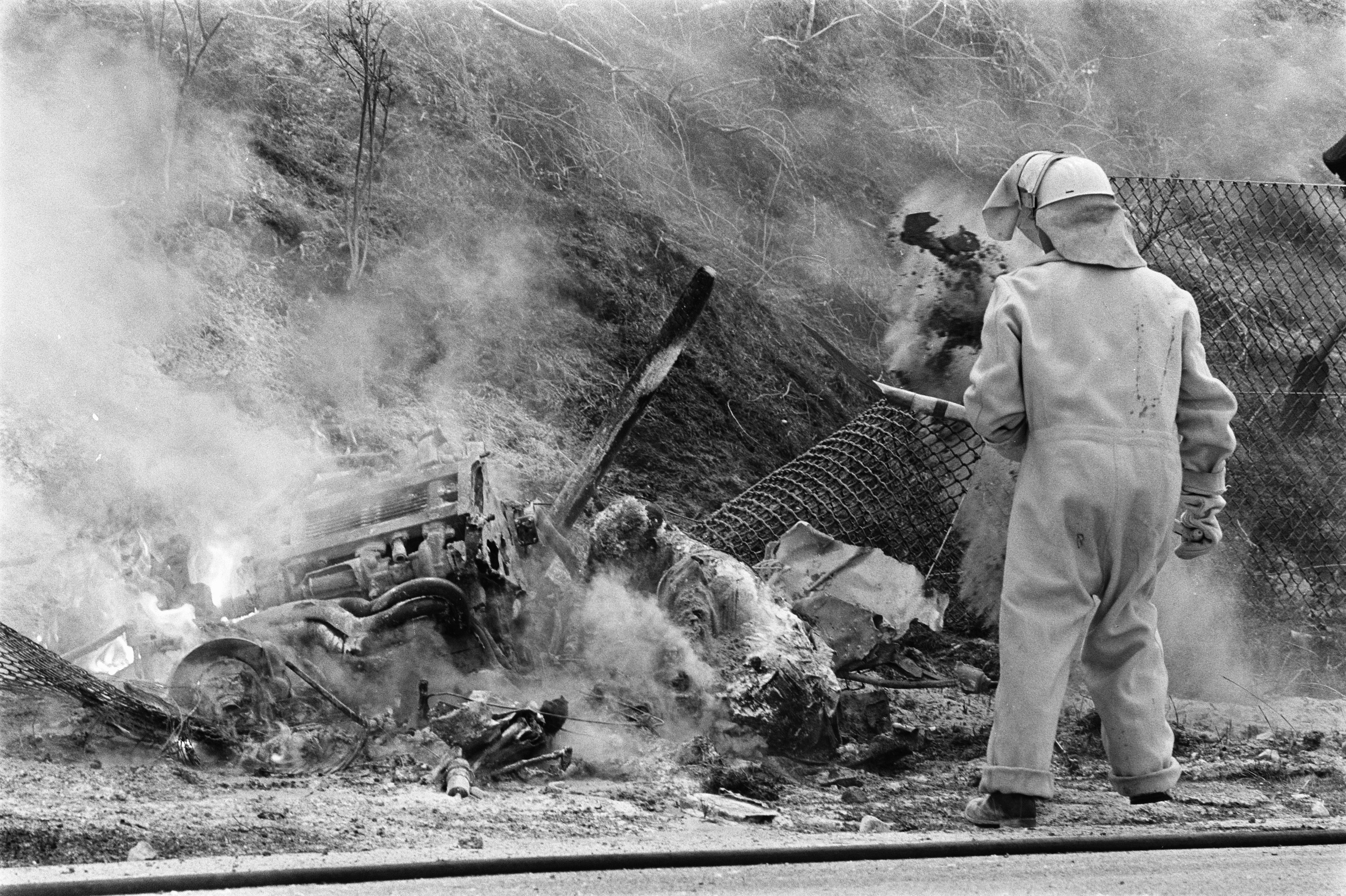
Piers Courage Unfallstelle

Der Start des Rennens wurde um einige Stunden vorgezogen, um einen Zeitversatz zu dem am selben Tag stattfindenden Finale der Fußball-Weltmeisterschaft 1970 in Mexiko-Stadt zu erreichen.
Amon blieb am Start zunächst mit Kupplungsproblemen stehen. Alle hinter ihm startenden Fahrer passierten ihn zwar ohne Kollisionen, jedoch mit einer kurzen Verzögerung. Auf diese Weise konnten sich die Piloten, die vor und neben Amon starteten, direkt einen kleinen Vorsprung herausfahren. Nach diesem Durcheinander kam es in den ersten Runden zu zahlreichen Überholmanövern.

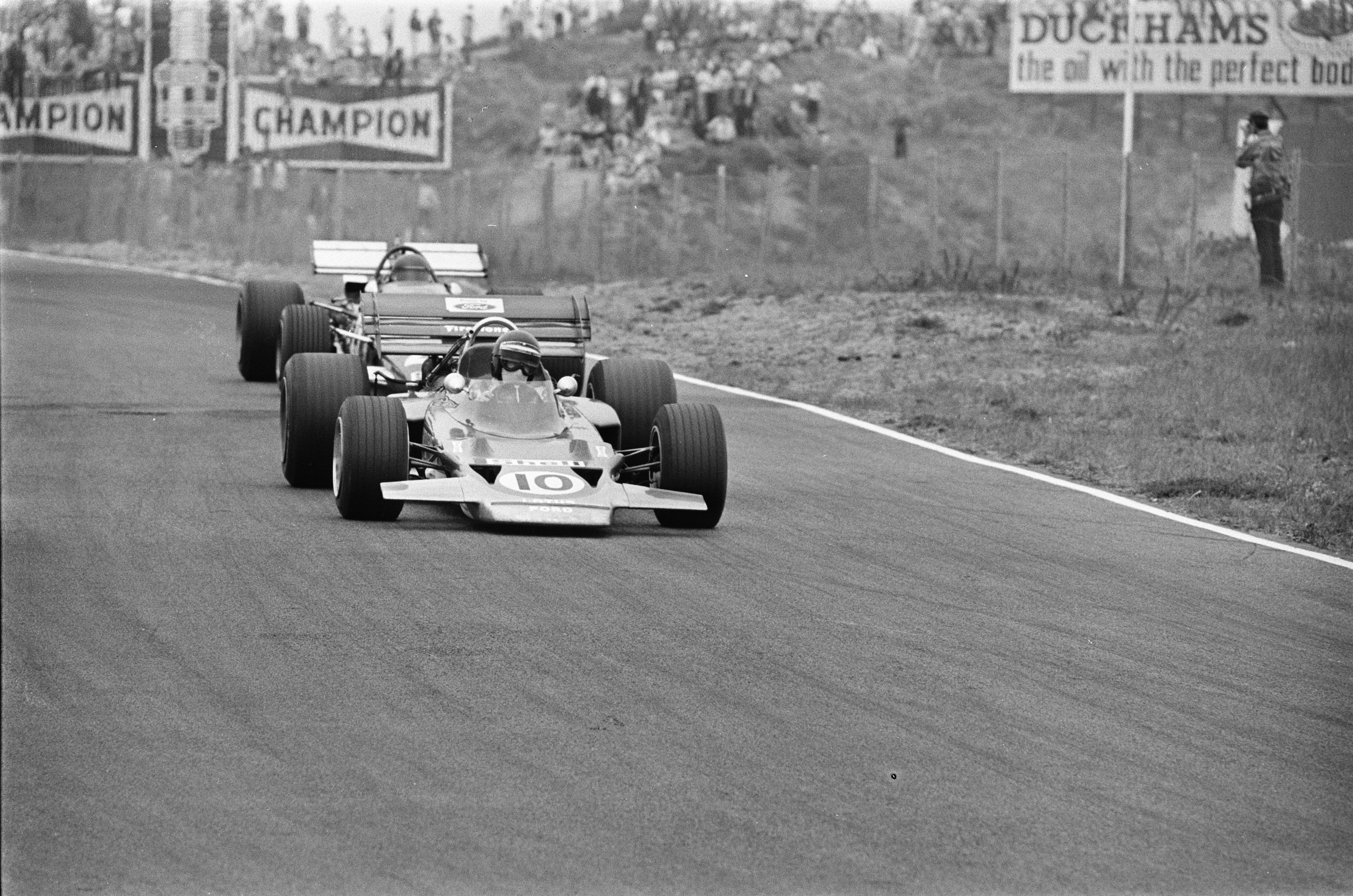
Jochen Rindt vor Jacky Ickx

Dabei fiel vor allem der Debütant Regazzoni auf, der innerhalb weniger Runden drei Kollegen überholte. Kurze Zeit nachdem Piers Courage John Miles überholt hatte und dadurch auf dem siebten Rang lag, verunglückte er in Runde 23. Sein De Tomaso-Ford kollidierte mit einem Pfosten, überschlug sich und fing Feuer. Courage starb an der Unfallstelle. Es dauerte einige Zeit, bis die Feuerwehr das brennende Magnesium-Chassis löschen konnte.
Trotzdem wurde das Rennen ohne Unterbrechung fortgesetzt. Rindt gab seine Führung bis ins Ziel nicht mehr ab und erreichte so den ersten Sieg mit dem künftigen Erfolgsmodell Lotus 72. Durch einen Plattfuß und den dadurch notwendigen Reifenwechsel an der Box verlor Ickx den zweiten Platz an Stewart. Auch Regazzoni kam zunächst an Ickx vorbei, dieser überholte ihn jedoch im weiteren Verlauf des Rennens wieder und sicherte sich so den dritten Platz.

## Meldeliste
| Team                        | Nr. | Fahrer               | Chassis       | Motor                    | Reifen |
| --------------------------- | --- | -------------------- | ------------- | ------------------------ | ------ |
| Yardley Team B.R.M.         | 01  | Pedro Rodríguez      | BRM P153      | BRM P142 3.0 V12         | D      |
| Yardley Team B.R.M.         | 02  | Jackie Oliver        | BRM P153      | BRM P142 3.0 V12         | D      |
| Yardley Team B.R.M.         | 03  | George Eaton         | BRM P153      | BRM P142 3.0 V12         | D      |
| Frank Williams Racing Cars  | 04  | Piers Courage        | De Tomaso 505 | Ford Cosworth DFV 3.0 V8 | D      |
| Tyrrell Racing Organisation | 05  | Jackie Stewart       | March 701     | Ford Cosworth DFV 3.0 V8 | D      |
| Tyrrell Racing Organisation | 06  | François Cevert      | March 701     | Ford Cosworth DFV 3.0 V8 | D      |
| March Engineering           | 08  | Chris Amon           | March 701     | Ford Cosworth DFV 3.0 V8 | F      |
| March Engineering           | 09  | Joseph Siffert       | March 701     | Ford Cosworth DFV 3.0 V8 | F      |
| Gold Leaf Team Lotus        | 10  | Jochen Rindt         | Lotus 72C     | Ford Cosworth DFV 3.0 V8 | F      |
| Gold Leaf Team Lotus        | 12  | John Miles           | Lotus 72B     | Ford Cosworth DFV 3.0 V8 | F      |
| Rob Walker Racing Team      | 15  | Graham Hill          | Lotus 49C     | Ford Cosworth DFV 3.0 V8 | F      |
| Team Surtees                | 16  | John Surtees         | McLaren M7C   | Ford Cosworth DFV 3.0 V8 | F      |
| Motor Racing Developments   | 18  | Jack Brabham         | Brabham BT33  | Ford Cosworth DFV 3.0 V8 | G      |
| Auto Motor und Sport        | 19  | Rolf Stommelen       | Brabham BT33  | Ford Cosworth DFV 3.0 V8 | G      |
| Bruce McLaren Motor Racing  | 20  | Peter Gethin         | McLaren M14A  | Ford Cosworth DFV 3.0 V8 | G      |
| Bruce McLaren Motor Racing  | 32  | Dan Gurney           | McLaren M14A  | Ford Cosworth DFV 3.0 V8 | G      |
| Bruce McLaren Motor Racing  | 21  | Andrea de Adamich    | McLaren M14D  | Alfa Romeo T33 3.0 V8    | G      |
| Colin Crabbe Racing         | 22  | Ronnie Peterson      | March 701     | Ford Cosworth DFV 3.0 V8 | G      |
| Equipe Matra Elf            | 23  | Jean-Pierre Beltoise | Matra MS120   | Matra MS12 3.0 V12       | G      |
| Equipe Matra Elf            | 24  | Henri Pescarolo      | Matra MS120   | Matra MS12 3.0 V12       | G      |
| Scuderia Ferrari SpA SEFAC  | 25  | Jacky Ickx           | Ferrari 312B  | Ferrari 001 3.0 F12      | F      |
| Scuderia Ferrari SpA SEFAC  | 26  | Clay Regazzoni       | Ferrari 312B  | Ferrari 001 3.0 F12      | F      |
| Silvio Moser Racing Team    | 29  | Silvio Moser         | Bellasi F1 70 | Ford Cosworth DFV 3.0 V8 | G      |
| Pete Lovely Volkswagen Inc. | 31  | Pete Lovely          | Lotus 49B     | Ford Cosworth DFV 3.0 V8 | F      |

## Klassifikationen

### Startaufstellung
| Pos. | Fahrer               | Konstrukteur       | Zeit    | Ø-Geschwindigkeit | Start |
| ---- | -------------------- | ------------------ | ------- | ----------------- | ----- |
| 01   | Jochen Rindt         | Lotus-Ford         | 1:18,50 | 192,290 km/h      | 01    |
| 02   | Jackie Stewart       | March-Ford         | 1:18,73 | 191,729 km/h      | 02    |
| 03   | Jacky Ickx           | Ferrari            | 1:18,93 | 191,243 km/h      | 03    |
| 04   | Chris Amon           | March-Ford         | 1:19,25 | 190,471 km/h      | 04    |
| 05   | Jackie Oliver        | B.R.M.             | 1:19,30 | 190,351 km/h      | 05    |
| 06   | Clay Regazzoni       | Ferrari            | 1:19,48 | 189,919 km/h      | 06    |
| 07   | Pedro Rodríguez      | B.R.M.             | 1:20,07 | 188,520 km/h      | 07    |
| 08   | John Miles           | Lotus-Ford         | 1:20,24 | 188,121 km/h      | 08    |
| 09   | Piers Courage        | De Tomaso-Ford     | 1:20,32 | 187,933 km/h      | 09    |
| 10   | Jean-Pierre Beltoise | Matra              | 1:20,38 | 187,793 km/h      | 10    |
| 11   | Peter Gethin         | McLaren-Ford       | 1:20,41 | 187,723 km/h      | 11    |
| 12   | Jack Brabham         | Brabham-Ford       | 1:20,76 | 186,909 km/h      | 12    |
| 13   | Henri Pescarolo      | Matra              | 1:20,89 | 186,609 km/h      | 13    |
| 14   | John Surtees         | McLaren-Ford       | 1:21,18 | 185,942 km/h      | 14    |
| 15   | François Cevert      | March-Ford         | 1:21,18 | 185,942 km/h      | 15    |
| 16   | Ronnie Peterson      | March-Ford         | 1:21,24 | 185,805 km/h      | 16    |
| 17   | Joseph Siffert       | March-Ford         | 1:21,27 | 185,736 km/h      | 17    |
| 18   | George Eaton         | B.R.M.             | 1:21,35 | 185,554 km/h      | 18    |
| 19   | Dan Gurney           | McLaren-Ford       | 1:21,36 | 185,531 km/h      | 19    |
| DNQ  | Andrea de Adamich    | McLaren-Alfa Romeo | 1:21,36 | 185,531 km/h      | –     |
| 21   | Graham Hill          | Lotus-Ford         | 1:21,75 | 184,646 km/h      | 20    |
| DNQ  | Rolf Stommelen       | Brabham-Ford       | 1:22,34 | 183,323 km/h      | –     |
| DNQ  | Pete Lovely          | Lotus-Ford         | 1:23,37 | 181,058 km/h      | –     |
| DNQ  | Silvio Moser         | Bellasi-Ford       | 1:24,29 | 179,082 km/h      | –     |

### Rennen
| Pos. | Fahrer               | Konstrukteur   | Runden | Stopps | Zeit       | Start | Schnellste Runde |
| ---- | -------------------- | -------------- | ------ | ------ | ---------- | ----- | ---------------- |
| 01   | Jochen Rindt         | Lotus-Ford     | 80     | 0      | 1:50:43,4  | 01    | 1:19,91          |
| 02   | Jackie Stewart       | March-Ford     | 80     | 0      | + 30       | 02    | 1:20,93          |
| 03   | Jacky Ickx           | Ferrari        | 79     | 1      | + 1 Runde  | 03    | 1:19,23          |
| 04   | Clay Regazzoni       | Ferrari        | 79     | 0      | + 1 Runde  | 06    | 1:22,52          |
| 05   | Jean-Pierre Beltoise | Matra          | 79     | 0      | + 1 Runde  | 10    | 1:23,80          |
| 06   | John Surtees         | McLaren-Ford   | 79     | 0      | + 1 Runde  | 14    | 1:22,28          |
| 07   | John Miles           | Lotus-Ford     | 78     | 0      | + 2 Runden | 08    | 1:23,85          |
| 08   | Henri Pescarolo      | Matra          | 78     | 0      | + 2 Runden | 13    | 1:23,30          |
| 09   | Ronnie Peterson      | March-Ford     | 78     | 0      | + 2 Runden | 16    | 1:23,07          |
| 10   | Pedro Rodríguez      | B.R.M.         | 77     | 0      | + 3 Runden | 07    | 1:21,88          |
| 11   | Jack Brabham         | Brabham-Ford   | 76     | 2      | + 4 Runden | 12    | 1:23,08          |
| –    | Graham Hill          | Lotus-Ford     | 71     | 1      | NC         | 20    | 1:23,31          |
| –    | François Cevert      | March-Ford     | 31     | 0      | DNF        | 15    | 1:24,13          |
| –    | George Eaton         | B.R.M.         | 26     | 0      | DNF        | 18    | 1:24,33          |
| –    | Jackie Oliver        | B.R.M.         | 23     | 0      | DNF        | 05    | 1:21,78          |
| –    | Piers Courage        | De Tomaso-Ford | 22     | 0      | DNF        | 09    | 1:22,65          |
| –    | Joseph Siffert       | March-Ford     | 22     | 0      | DNF        | 17    | 1:21,57          |
| –    | Peter Gethin         | McLaren-Ford   | 18     | 0      | DNF        | 11    | 1:22,20          |
| –    | Dan Gurney           | McLaren-Ford   | 02     | 0      | DNF        | 19    | 1:25,55          |
| –    | Chris Amon           | March-Ford     | 01     | 0      | DNF        | 04    | 2:38,88          |

## WM-Stände nach dem Rennen
Die ersten sechs des Rennens bekamen 9, 6, 4, 3, 2, 1 Punkt(e). Die besten sechs Ergebnisse der ersten sieben und die besten fünf der letzten sechs Rennen zählten zur Meisterschaft. In der Konstrukteurswertung zählten dabei nur die Punkte des bestplatzierten Fahrers eines Teams.

### Fahrerwertung
| Pos. | Fahrer               | Konstrukteur | Punkte |
| ---- | -------------------- | ------------ | ------ |
| 01   | Jackie Stewart       | March-Ford   | 19     |
| 02   | Jochen Rindt         | Lotus-Ford   | 18     |
| 03   | Jack Brabham         | Brabham-Ford | 15     |
| 04   | Pedro Rodríguez      | B.R.M.       | 10     |
| 05   | Denis Hulme          | McLaren-Ford | 9      |
| 06   | Jean-Pierre Beltoise | Matra        | 9      |
| 07   | Chris Amon           | March-Ford   | 6      |
| 08   | Bruce McLaren †      | McLaren-Ford | 6      |
| 09   | Graham Hill          | Lotus-Ford   | 6      |
| 10   | Henri Pescarolo      | Matra        | 5      |
| 11   | Jacky Ickx           | Ferrari      | 4      |
| 12   | Mario Andretti       | March-Ford   | 4      |
| 13   | Ignazio Giunti       | Ferrari      | 3      |
| 14   | Clay Regazzoni       | Ferrari      | 3      |
| 15   | John Miles           | Lotus-Ford   | 2      |

| Pos. | Fahrer              | Konstrukteur   | Punkte |
| ---- | ------------------- | -------------- | ------ |
| 16   | Johnny Servoz-Gavin | March-Ford     | 2      |
| 17   | Rolf Stommelen      | Brabham-Ford   | 2      |
| 18   | John Surtees        | McLaren-Ford   | 1      |
| 19   | Ronnie Peterson     | March-Ford     | 0      |
| 20   | John Love           | Lotus-Ford     | 0      |
| 22   | Joseph Siffert      | Brabham-Ford   | 0      |
| 23   | Peter de Klerk      | Lotus-Ford     | 0      |
| 24   | Dave Charlton       | Lotus-Ford     | 0      |
| –    | George Eaton        | B.R.M.         | 0      |
| –    | Piers Courage †     | De Tomaso-Ford | 0      |
| –    | Jackie Oliver       | B.R.M.         | 0      |
| –    | Derek Bell          | Brabham-Ford   | 0      |
| –    | François Cevert     | March-Ford     | 0      |
| –    | Peter Gethin        | McLaren-Ford   | 0      |
| –    | Dan Gurney          | McLaren-Ford   | 0      |

### Konstrukteurswertung
| Pos. | Konstrukteur | Punkte |
| ---- | ------------ | ------ |
| 01   | March-Ford   | 25     |
| 02   | Lotus-Ford   | 23     |
| 03   | Brabham-Ford | 17     |
| 04   | McLaren-Ford | 16     |

| Pos. | Konstrukteur   | Punkte |
| ---- | -------------- | ------ |
| 05   | Matra          | 13     |
| 06   | B.R.M.         | 10     |
| 07   | Ferrari        | 7      |
| –    | De Tomaso-Ford | 0      |